# 保鮮紙

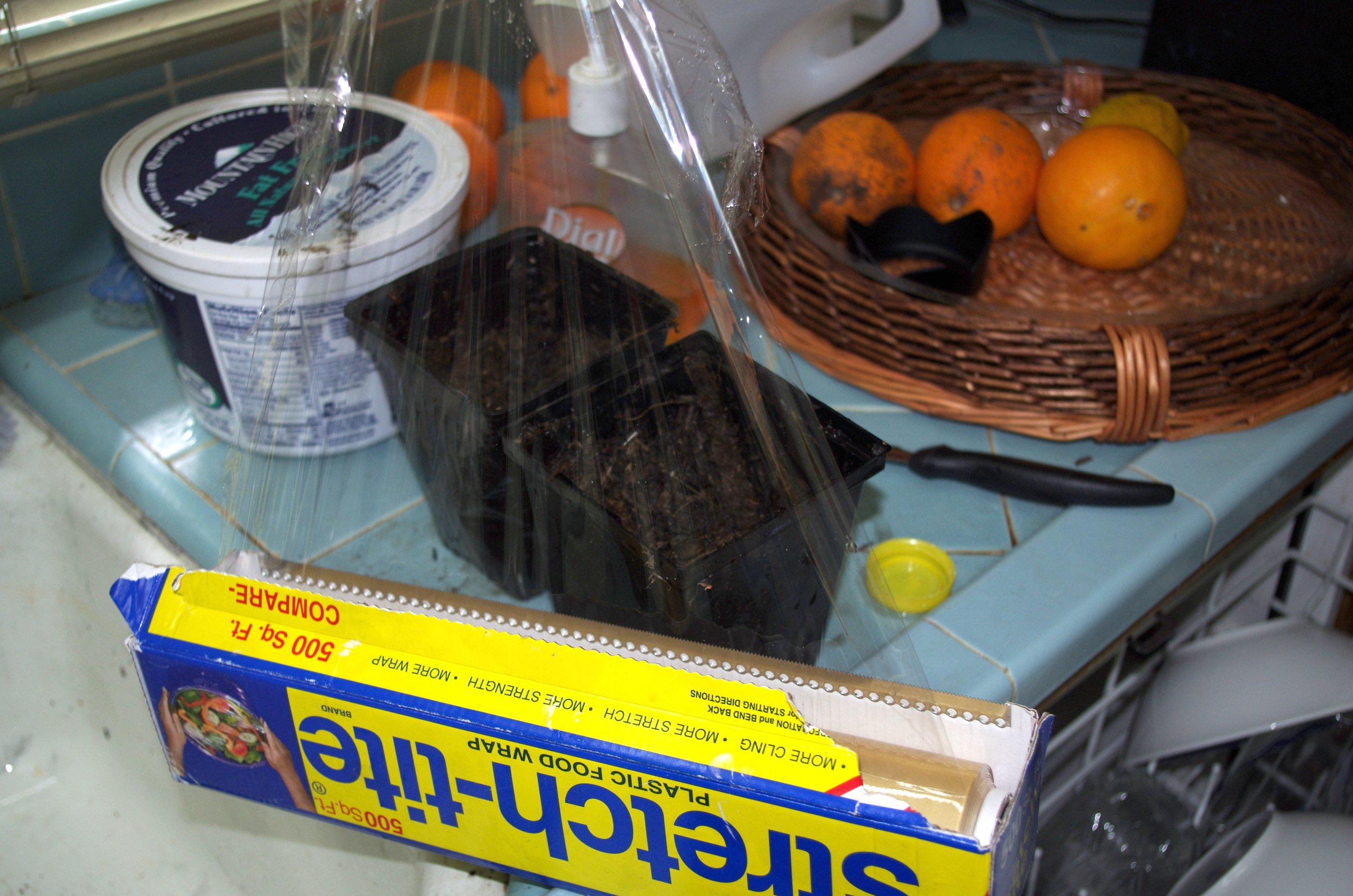
一盒保鮮紙

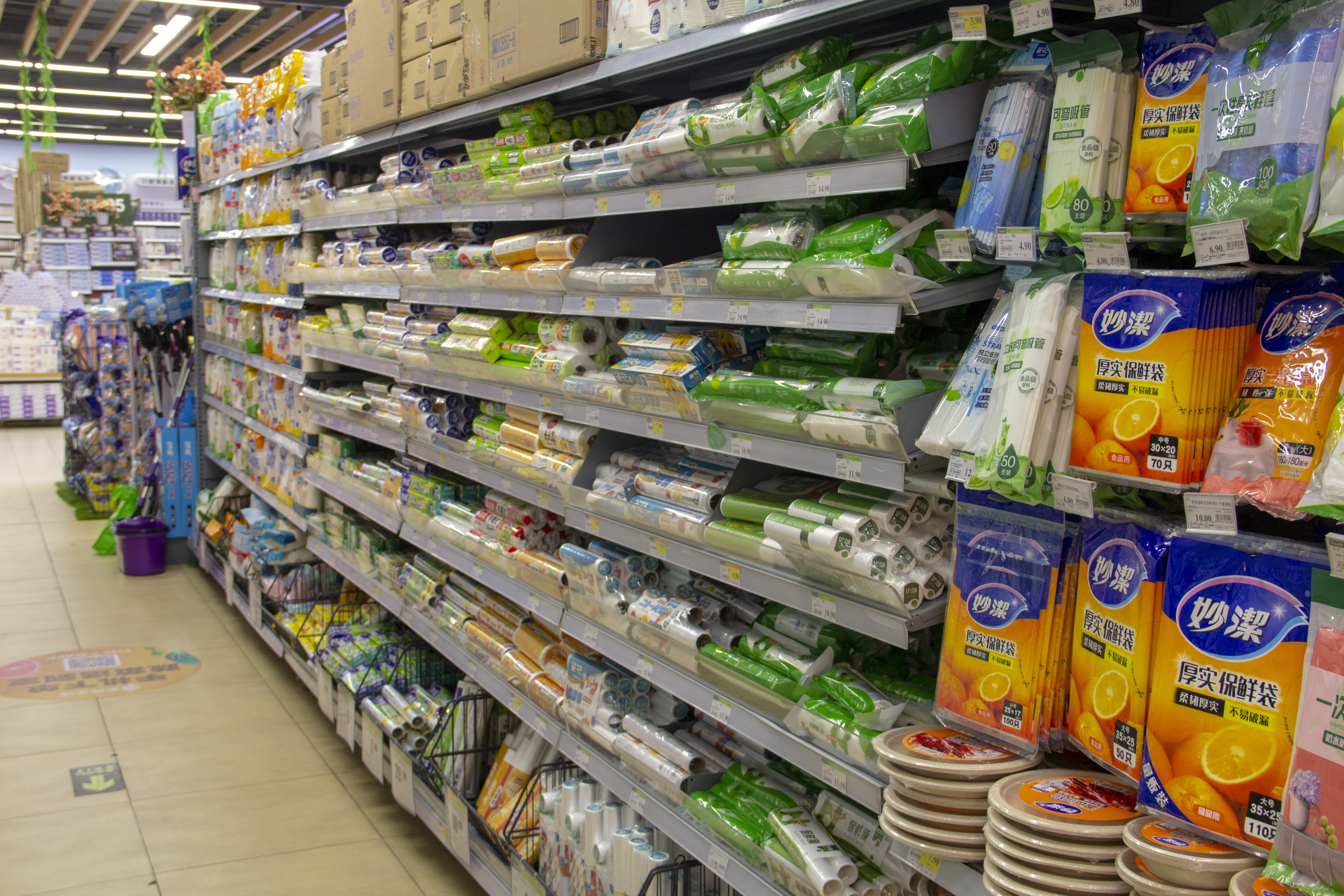
货架上的多种保鲜膜

保鮮膜是一種塑膠薄膜，作為廚房用品，保鮮膜可阻隔水分，防止空氣與食物直接接觸，主要用於廚房煮食、盛載食物、保存食物，或用來製作一些可以簡單清潔的物料。
它的用途越來越廣泛，因為它有阻隔的作用，有人會用保鮮紙配合作減肥，染髮焗油等。

## 歷史
1933年，陶氏化學實驗室的實驗人員拉爾夫·威利（Ralph Wiley）在清洗開發乾洗產品所使用的燒杯時，意外發現了聚偏二氯乙烯（PVdC）。起初，由於PVdC的放水屬性，人們最早將其用於軍工用途，例如製作成噴霧劑噴灑在戰鬥機等一些軍用機械上，以達到防水防锈效果。1949年，陶氏化學針對這種材料，開發了移除綠色顏料與臭味的莎蘭牌保鲜膜，為世界上第一款保鮮膜，用於食品包裝領域。
2004年，莎蘭牌保鲜膜為因應聚氯乙烯可能引發環境污染的關切，因此開發了不含氯的低密度聚乙烯（LDPE）材料製成的保鮮膜產品。

## 原料
- 聚氯乙烯（PVC）
- 低密度聚乙烯（LDPE）
- 聚二氯乙烯（英语：PVDC）
- 己二酸二（2-乙基己）酯（英语：Diethylhydroxylamine）
- 鄰苯二甲酸二丁酯（DBP）
- 鄰苯二甲酸二(2-乙基己基)酯（DEHP）

## 特性
- 容易被拉出及剪開；
- 容易與玻璃、陶瓷及不鏽鋼面食具（但非保鮮紙本身）黏合；
- 接近透明並沒有折皺，厚度不均等情況出現；
- 能抵受一般拉扯的壓力。
- 不會釋放有毒物質（但多數保鮮膜達不到這標準）

## 危害
由於保鮮膜便宜又便利，其經常用於食品包裝。然而，許多保鮮膜原料為塑膠的聚乙烯，可能會滲出有毒物質，使消費者關注對健康影響。此外，為提高保鮮膜的品質與體驗，也可能增加潤滑劑、DEHP等塑化劑、抗UV材料、著色劑、抗氧化劑等成份。在加工過程也可能印上塑膠材料。這些添加劑和塗層材料因而有滲出有毒物質到食物中、並引發健康相關的問題。
根據美國FDA消費者雜誌，在準備食品中，只要正確使用保鮮膜，該包裝材料就不會對人體健康構成危險。臺灣衛生福利部食品藥物管理署則建議不要用聚氯乙烯或聚偏二氯乙烯製作的保鮮膜，包裝高溫或高油脂食物。
保鮮膜可能會製造出塑膠碎片，並對野生動物與自然環境產生威脅。塑膠碎片會困住野生動物、使其窒息；其滲出的有毒物質，也可能滲到自然環境中、甚至藉由溪河帶到海上、並透過洋流散布世界各地，污染海洋系統。塑膠碎片也可能會被海洋動物誤食或餵養後代，而對海洋動物個體與家族造成病變、甚至死亡。塑膠中的有毒化合物，會破壞生物體細胞中的荷爾蒙調節，進而改變動物的交配行為與生殖能力，甚至引發腫瘤。
據2012年的一份研究指出，使用再生塑膠材料，可減少製造天然氣和石油、從而降低對環境的危害。提高回收率的可能方法之一，是在塑膠中添加纖維增強材料。透過生命週期法評估對環境的影響的結果表明，添加纖維增強的塑膠，可大幅減少資源消耗與全球暖化。

## 外部連接
维基共享资源上的相關多媒體資源：保鮮紙